# Jinsuo (köping i Kina)
Jinsuo (kinesiska: 金锁, 金锁镇) är en köping i Kina. Den ligger i provinsen Jiangsu, i den östra delen av landet, omkring 180 kilometer norr om provinshuvudstaden Nanjing. Antalet invånare är 36587. Befolkningen består av 18 446 kvinnor och 18 141 män. Barn under 15 år utgör 21,0 %, vuxna 15-64 år 67 %, och äldre över 65 år 11,0 %.
Genomsnittlig årsnederbörd är 1 133 millimeter. Den regnigaste månaden är juli, med i genomsnitt 256 mm nederbörd, och den torraste är januari, med 18 mm nederbörd.